# Destiny Street
Destiny Street – drugi album zespołu Richard Hell and the Voidoids, wydany w 1982 roku przez wytwórnię Red Star Records.

## Lista utworów
1. "The Kid With the Replaceable Head" (Richard Hell) – 2:24
2. "You Gotta Move" (Ray Davies) – 2:36
3. "Going, Going, Gone" (Bob Dylan) – 2:34
4. "Lowest Common Dominator" (Richard Hell) – 2:23
5. "Downtown at Dawn" (Richard Hell) – 5:59
6. "Time" (Richard Hell) – 3:33
7. "I Can Only Give You Everything" (Phil Coulter/Tommy Scott) – 3:57
8. "Ignore that Door" (Richard Hell/Ivan Julian/Robert Quine) – 3:13
9. "Staring in Her Eyes" (Richard Hell) – 4:20
10. "Destiny Street" (Richard Hell/Fred Maher/Naux/Robert Quine) – 4:40

## Skład
- Richard Hell – wokal, gitara basowa
- Robert Quine – gitara
- Naux – gitara
- Fred Maher – perkusja